# Tower of Power
Tower of Power er et amerikansk R&B og funk-baseret band og blæsersektion fra Oakland, Californien. Bandet har eksisteret siden 1968.
Gruppen har haft en række forsangere, hvoraf den bedst kendte er Lenny Williams, der var forsanger fra begyndelsen af 1973 til slutningen af 1974, hvor gruppen også havde sin største kommercielle succes. De har haft otte sange på Billboard Hot 100; og disse inkluderer "You're Still a Young Man", "So Very Hard to Go", "What Is Hip?" og "Don't Change Horses (in the Middle of a Stream)". Om sangen "You're Still a Young Man" som Emilio Castillo skrev sammen med Stephen Kupka, fortalte Castillo til Songfacts, at sangen var baseret på virkelige hændelser imellem ham og hans tidligere kæreste, der var 6 år ældre end ham.

## Historie
I midten af 1960'erne flyttede den 17-årige tenorsaxofonist Emilio Castillo fra Detroit, Michigan, til Fremont, Californien. Han startede et band ved navn "The Gorham City Crime Fighters", som udviklede sig til Motowns specialisering i soulmusik. I 1968 dannede Castillo et partnerskab med baritonsaxofonisten Stephen "Doc" Kupka (aka "The Funky Doctor") og trompet-/trombonespilleren Mic Gilette. De tre flyttede til Oakland og begyndte at skrive originalt materiale samt ændrede bandets navn til Tower of Power.
I 1970 skrev Tower of Power en pladekontrakt med Bill Grahams San Francisco Records og hurtigt efter udgav de deres første album East Bay Grease. De flyttede til Warner Bros. Records, hvor de i 1972 og 1973 hhv. udgav Bump City og Tower of Power, som begge blev store gennembrud for dem. På nogle af deres udgivelser i midten af 1970'erne, såsom Urban Renewal (1974), bevægede bandet sig i retning af funk-genren. Efter sangeren Lenny Williams forlod bandet var tiden med stor succes foreløbigt ovre. I slutningen af 1970'erne bevægede TOP sig mod discolyden til stor skuffelse for mange fans. Ofte er albummene Bump City, Tower of Power, Back to Oakland og Urban Renewal set som bandets største præstationer. Disse album er også blandt de mest klassiske R&B-optagelser fra 1970'erne. Desuden er bandets repertoire når de tager på tour stadig med størst udvalg fra disse cd'er.
Tower of Power er stadig aktive og har efterhånden en lang karriere bag sig. Bandet har ændret sig gennem tiden, men turnerer stadig med numre fra hele deres karriere, på trods af personel-udskiftninger osv. Mindst 60 musikere har deltaget i bandet.

## Medlemmer
I årenes løb har der været en del udskiftning i bandets medlemmer. De eneste vedblivende er Emilio Castillo, Stephen "Doc" Kupka og Francis "Rocco" Prestia. Resten af de originale medlemmer er stoppet i bandet og der er kommet afløsere. De fleste af bandets medlemmer har desuden spillet med en del andre bands og nogen har også udgivet soloalbum. Blæsersektionen har også samlet spillet en del job med andre bands – bl.a. Santana, Elton John, Aerosmith og Ray Charles.
Derudover har bandet siden begyndelsen haft fotografen Bruce Steinberg med sig, som har taget album-cover-billeder og andet.

## Diskografi
Tower of Power har udgivet 17 albums, 7 kompilationsalbums, 4 livealbums og 4 dvd'er gennem årene. Desuden har bandets blæsersektion medvirket på en række album for andre kunstnere. Første udgivelse var i 1972 i Fillmore Records studie. Siden har de udgivet album på Warner Brothers, Columbia, Rhino, Sheffield, Cypress Records, Sony og Or Music.

### Studiealbums
| År                                       | Album                                                | Hitlisteplacering | Hitlisteplacering | Hitlisteplacering | Certificering |
| År                                       | Album                                                | US Pop            | US R&B            | US Jazz           | Certificering |
| ---------------------------------------- | ---------------------------------------------------- | ----------------- | ----------------- | ----------------- | ------------- |
| 1970                                     | East Bay Grease                                      | 106               | –                 | –                 |               |
| 1972                                     | Bump City                                            | 85                | 16                | –                 |               |
| 1973                                     | Tower of Power                                       | 15                | 11                | –                 | - RIAA: Gold  |
| 1974                                     | Back to Oakland                                      | 26                | 13                | –                 |               |
| 1975                                     | Urban Renewal                                        | 22                | 19                | –                 |               |
| 1975                                     | In the Slot                                          | 67                | 29                | –                 |               |
| 1976                                     | Ain't Nothin' Stoppin' Us Now                        | 42                | 25                | –                 |               |
| 1978                                     | We Came to Play                                      | 89                | 33                | –                 |               |
| 1979                                     | Back on the Streets                                  | 106               | 28                | –                 |               |
| 1981                                     | Direct                                               | –                 | –                 | –                 |               |
| 1986                                     | TOP (Europe only release)                            | –                 | –                 | –                 |               |
| 1987                                     | Power (US version of TOP album)                      | –                 | –                 | –                 |               |
| 1991                                     | Monster on a Leash                                   | –                 | –                 | 19                |               |
| 1993                                     | T.O.P.                                               | –                 | 92                | –                 |               |
| 1995                                     | Souled Out                                           | –                 | –                 | 7                 |               |
| 1997                                     | Rhythm and Business                                  | –                 | –                 | –                 |               |
| 1997                                     | Direct Plus (reissue of Direct with alternate takes) | –                 | –                 | –                 |               |
| 1999                                     | Dinosaur Tracks (recorded 1980–1983)                 | –                 | –                 | –                 |               |
| 2003                                     | Oakland Zone                                         | –                 | –                 | –                 |               |
| 2009                                     | The Great American Soulbook                          | –                 | –                 | 3                 |               |
| 2018                                     | Soul Side of Town                                    | –                 | –                 | –                 |               |
| 2020                                     | Step Up                                              | –                 | –                 | –                 |               |
| "–" denotes releases that did not chart. |                                                      |                   |                   |                   |               |

### Livealbums
| År                                       | Album                                                                               | Hitlisteplacering | Hitlisteplacering | Hitlisteplacering |
| År                                       | Album                                                                               | US Pop            | US R&B            | US Jazz           |
| ---------------------------------------- | ----------------------------------------------------------------------------------- | ----------------- | ----------------- | ----------------- |
| 1976                                     | Live and in Living Color                                                            | 99                | 29                | –                 |
| 1999                                     | Soul Vaccination: Tower of Power Live                                               | –                 | –                 | 8                 |
| 2008                                     | The East Bay Archive Volume 1 (recorded April 1973 at K-K-K-Katy's, Boston, MA)     | –                 | –                 | –                 |
| 2011                                     | 40th Anniversary: The Fillmore Auditorium, San Francisco                            | –                 | –                 | 6                 |
| 2013                                     | Hipper Than Hip: Yesterday, Today & Tomorrow (Live on the Air & In the Studio 1974) | –                 | –                 | –                 |
| 2021                                     | 50 Years of Funk & Soul - Live at the Fox Theater Oakland CA - June 2018            | –                 | –                 | –                 |
| "–" denotes releases that did not chart. |                                                                                     |                   |                   |                   |

### Opsamlingsalbum
- 1974: Funkland
- 1999: What Is Hip? The Tower of Power Anthology
- 2001: The Very Best of Tower of Power: The Warner Years
- 2002: Soul with a Capital "S" - The Best of Tower of Power
- 2003: Havin' Fun
- 2003: What Is Hip and Other Hits[7]

### Singler
| År                                                                              | Titel                                             | Hitlisteplacering | Hitlisteplacering | Hitlisteplacering | Album                         |
| År                                                                              | Titel                                             | US                | US R&B            | CAN               | Album                         |
| ------------------------------------------------------------------------------- | ------------------------------------------------- | ----------------- | ----------------- | ----------------- | ----------------------------- |
| 1971                                                                            | "Back on the Streets Again"                       | –                 | –                 | –                 | East Bay Grease               |
| 1972                                                                            | "You're Still a Young Man"                        | 29                | 24                | 30                | Bump City                     |
| 1972                                                                            | "Down to the Nightclub"                           | 66                | –                 | –                 | Bump City                     |
| 1973                                                                            | "So Very Hard to Go"                              | 17                | 11                | 36                | Tower of Power                |
| 1973                                                                            | "This Time It's Real"                             | 65                | 27                | –                 | Tower of Power                |
| 1974                                                                            | "What Is Hip?"                                    | 91                | 39                | –                 | Tower of Power                |
| 1974                                                                            | "Time Will Tell"                                  | 69                | 27                | –                 | Back to Oakland               |
| 1974                                                                            | "Don't Change Horses (In the Middle of a Stream)" | 26                | 22                | 59                | Back to Oakland               |
| 1974                                                                            | "Only So Much Oil in the Ground"                  | –                 | 85                | –                 | Urban Renewal                 |
| 1975                                                                            | "Willing to Learn"                                | –                 | 77                | –                 | Urban Renewal                 |
| 1975                                                                            | "You're So Wonderful, So Marvelous"               | –                 | 57                | –                 | In the Slot                   |
| 1975                                                                            | "Treat Me Like Your Man"                          | –                 | –                 | –                 | In the Slot                   |
| 1976                                                                            | "You Ought to Be Havin' Fun"                      | 68                | 62                | –                 | Ain't Nothin' Stoppin' Us Now |
| 1976                                                                            | "Ain't Nothin' Stoppin' Us Now"                   | –                 | 95                | –                 | Ain't Nothin' Stoppin' Us Now |
| 1978                                                                            | "Lovin' You Is Gonna See Me Thru"                 | –                 | 98                | –                 | We Came to Play               |
| 1978                                                                            | "We Came to Play"                                 | –                 | –                 | –                 | We Came to Play               |
| 1979                                                                            | "Rock Baby"                                       | –                 | 61                | –                 | Back on the Streets           |
| 1979                                                                            | "In Due Time"                                     | –                 | –                 | –                 | Back on the Streets           |
| "–" denotes releases that did not chart or were not released in that territory. |                                                   |                   |                   |                   |                               |

### Videoer og DVD'er
- 1986: Credit (bandets første musikvideo, udgivet for at promoverePower)
- 2003: Tower of Power in Concert (1998, Live i Ohne Filter, lige efter David Garibaldi var blevet en del af gruppen igen)
- 2007: Live from Leverkusen (optaget i november 2005)
- 2011: 40th Anniversary (Live) (optaget i 2009)[9]
- 2020: Look In My Eyes (bandets første musikvideo i over 30 år, udgivet for at promovere Step Up)